# Atriplex atacamensis
Atriplex atacamensis là loài thực vật có hoa thuộc họ Dền. Loài này được Phil. mô tả khoa học đầu tiên năm 1860.